# Talossa
Talossa, tên chính thức Vương quốc Talossa (tiếng Anh: Kingdom of Talossa, tiếng Talossa: Regipäts Talossan, [ˈred͡ʒipæt͡s tɐɫɔˈsan]) là một trong những vi quốc gia đầu tiên. Nó được thành lập vào năm 1979 bởi Robert Ben Madison ở Milwaukee. Ông đã thông qua tên này sau khi phát hiện ra rằng từ này có nghĩa là "bên trong ngôi nhà" trong tiếng Phần Lan, do ban đầu quốc gia chỉ có giới hạn trong phòng ngủ của ông. Nó đã duy trì sự hiện diện trên các trang web từ năm 1995. Sự tiếp xúc với internet và phương tiện truyền thông của nước này kể từ cuối những năm 1990 đã góp phần vào sự xuất hiện của các vi quốc gia internet tiếp theo khác.
Vương quốc có đầy đủ các biểu tượng nhà nước, quân đội và thống đốc. Ngoài ra nó cũng xuất bản các tờ báo. Mô hình chính trị của nước này phần lớn dựa theo các nước khác, với một Hạ viện và Thượng viện. Quốc gia này cũng có các đảng phái riêng, mỗi đảng có một số ghế nhất định trong Quốc hội.
Talossa tuyên bố một số nơi trên Trái Đất là lãnh thổ của mình, đặc biệt là một phần của Milwaukee, gọi đó là "Vùng Đại Talossa"; tuy nhiên, không có bất cứ yêu sách nào được Liên Hợp Quốc hoặc bất kỳ quốc gia nào khác công nhận. Kể từ ngày 23 tháng 6 năm 2016, số lượng công dân tại đây được cho là 213. Bao gồm cả những người không còn là công dân vì nhiều lý do, những người dưới 14 tuổi và chưa phải là công dân. Có 493 người đăng ký là công dân của Talossa.

## Lịch sử

### Thành lập
Talossa được thành lập như một vương quốc vào ngày 26 tháng 12 năm 1979, bởi Madison, ngay sau cái chết của mẹ mình. Madison duy trì Talossa trong suốt thời niên thiếu, xuất bản một tờ báo viết tay và thiết kế một lá cờ và biểu tượng. Trong thời gian này, chỉ có các thành viên khác là khoảng một chục người thân và người quen. Điều này đã thay đổi vào giữa những năm 1990, khi một loạt câu chuyện trên Thời báo New York và Wired, sau đó được tái bản ở nơi khác, đã thu hút sự chú ý của trang web này. Kết quả là một số "công dân" mới gia nhập Talossa và Madison bắt đầu tuyên bố rằng ông là người phát minh ra thuật ngữ "vi quốc gia". Ông cũng tuyên bố sự tồn tại và các hoạt động của tổ chức này là thực tế.

Quốc kỳ Cộng hòa Talossa

### Cộng hòa Talossa
Cộng hòa Talossa là một vi quốc gia thành lập bởi một nhóm người bất đồng chính kiến với Vương quốc Talossa, vào ngày 1 tháng 6 năm 2004. Họ sáng tác một bản Tuyên ngôn độc lập cùng ngày. Khi thực thể này được thành lập, Talossa đang ở trong một cuộc "khủng hoảng thoái vị". Gần một năm sau, quốc gia này thông qua một Hiến pháp, thay thế bản Hiến pháp Lâm thời. Trong thời kỳ tồn tại, nước Cộng hòa phát hành các tờ báo tuyên truyền Qator Itrìns (Bốn Ngôi Sao, xuất bản từ năm 2004 đến năm 2008) và Entent-Tu (Ý Thức Chung) nhằm vào các công dân trung thành với Vương quốc Talossa đối lập. Vào năm 2012, Cộng hòa Talossa bị nhập vào Vương quốc Talossa trong một quá trình được gọi là Tái thống nhất.

## Chính trị

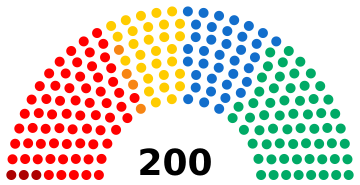
Phân bố ghế trong quốc hội Talossa

Talossa là một chế độ quân chủ lập hiến. Nó có một Thủ tướng và một nội các, một quốc vương và một đại hội lưỡng viện gọi là Ziu (hạ viện được gọi là Cosa và thượng viện là Senäts), theo nhiều cách, nó hoạt động như một quốc gia bình thường, với luật pháp, thể chế chính phủ. Các thành viên được coi là "công dân" và trong lịch sử đã được kết nạp thông qua quy trình "nhập cư" chính thức.

## Địa lý và khí hậu

### Đô thị Talossa
Vị trí của Talossa ở Vùng Ngũ Đại Hồ thường có thời tiết thay đổi nhanh chóng, với khí hậu lục địa ẩm ướt (Köppen Dfa), với mùa đông lạnh, gió, tuyết và mùa hè rất ấm áp và ẩm ướt. Tháng ấm nhất trong năm là tháng 7 khi trung bình 24 giờ là 22,1 °C, trong khi tháng 1 là tháng lạnh nhất, với trung bình 24 giờ là -5,3 °C.
| Dữ liệu khí hậu của Talossa (Sân bay quốc tế General Mitchell) | Dữ liệu khí hậu của Talossa (Sân bay quốc tế General Mitchell) | Dữ liệu khí hậu của Talossa (Sân bay quốc tế General Mitchell) | Dữ liệu khí hậu của Talossa (Sân bay quốc tế General Mitchell) | Dữ liệu khí hậu của Talossa (Sân bay quốc tế General Mitchell) | Dữ liệu khí hậu của Talossa (Sân bay quốc tế General Mitchell) | Dữ liệu khí hậu của Talossa (Sân bay quốc tế General Mitchell) | Dữ liệu khí hậu của Talossa (Sân bay quốc tế General Mitchell) | Dữ liệu khí hậu của Talossa (Sân bay quốc tế General Mitchell) | Dữ liệu khí hậu của Talossa (Sân bay quốc tế General Mitchell) | Dữ liệu khí hậu của Talossa (Sân bay quốc tế General Mitchell) | Dữ liệu khí hậu của Talossa (Sân bay quốc tế General Mitchell) | Dữ liệu khí hậu của Talossa (Sân bay quốc tế General Mitchell) | Dữ liệu khí hậu của Talossa (Sân bay quốc tế General Mitchell) |
| Tháng                                                          | 1                                                              | 2                                                              | 3                                                              | 4                                                              | 5                                                              | 6                                                              | 7                                                              | 8                                                              | 9                                                              | 10                                                             | 11                                                             | 12                                                             | Năm                                                            |
| -------------------------------------------------------------- | -------------------------------------------------------------- | -------------------------------------------------------------- | -------------------------------------------------------------- | -------------------------------------------------------------- | -------------------------------------------------------------- | -------------------------------------------------------------- | -------------------------------------------------------------- | -------------------------------------------------------------- | -------------------------------------------------------------- | -------------------------------------------------------------- | -------------------------------------------------------------- | -------------------------------------------------------------- | -------------------------------------------------------------- |
| Cao kỉ lục °F (°C)                                             | 66 (19)                                                        | 68 (20)                                                        | 82 (28)                                                        | 91 (33)                                                        | 94 (34)                                                        | 104 (40)                                                       | 105 (41)                                                       | 103 (39)                                                       | 99 (37)                                                        | 89 (32)                                                        | 77 (25)                                                        | 68 (20)                                                        | 105 (41)                                                       |
| Trung bình ngày tối đa °F (°C)                                 | 28.9 (−1.7)                                                    | 32.5 (0.3)                                                     | 42.4 (5.8)                                                     | 53.8 (12.1)                                                    | 64.9 (18.3)                                                    | 75.3 (24.1)                                                    | 80.1 (26.7)                                                    | 78.5 (25.8)                                                    | 71.3 (21.8)                                                    | 59.3 (15.2)                                                    | 46.0 (7.8)                                                     | 32.8 (0.4)                                                     | 55.5 (13.1)                                                    |
| Tối thiểu trung bình ngày °F (°C)                              | 15.6 (−9.1)                                                    | 19.3 (−7.1)                                                    | 27.7 (−2.4)                                                    | 37.3 (2.9)                                                     | 46.5 (8.1)                                                     | 57.1 (13.9)                                                    | 63.5 (17.5)                                                    | 63.0 (17.2)                                                    | 54.9 (12.7)                                                    | 43.2 (6.2)                                                     | 32.0 (0.0)                                                     | 20.1 (−6.6)                                                    | 40.0 (4.4)                                                     |
| Thấp kỉ lục °F (°C)                                            | −26 (−32)                                                      | −26 (−32)                                                      | −10 (−23)                                                      | 12 (−11)                                                       | 24 (−4)                                                        | 33 (1)                                                         | 40 (4)                                                         | 42 (6)                                                         | 28 (−2)                                                        | 18 (−8)                                                        | −14 (−26)                                                      | −22 (−30)                                                      | −26 (−32)                                                      |
| Lượng Giáng thủy trung bình inches (mm)                        | 1.76 (45)                                                      | 1.65 (42)                                                      | 2.27 (58)                                                      | 3.56 (90)                                                      | 3.40 (86)                                                      | 3.90 (99)                                                      | 3.67 (93)                                                      | 3.97 (101)                                                     | 3.18 (81)                                                      | 2.65 (67)                                                      | 2.71 (69)                                                      | 2.04 (52)                                                      | 34.76 (883)                                                    |
| Lượng tuyết rơi trung bình inches (cm)                         | 14.7 (37)                                                      | 9.8 (25)                                                       | 1.4 (3.6)                                                      | 0.1 (0.25)                                                     | 0 (0)                                                          | 0 (0)                                                          | 0 (0)                                                          | 0 (0)                                                          | 0 (0)                                                          | 0.3 (0.76)                                                     | 2.4 (6.1)                                                      | 10.6 (27)                                                      | 46.9 (119)                                                     |
| Số ngày giáng thủy trung bình (≥ 0.01 in)                      | 11.4                                                           | 9.7                                                            | 11.4                                                           | 12.1                                                           | 11.4                                                           | 10.4                                                           | 9.8                                                            | 9.5                                                            | 8.8                                                            | 10.0                                                           | 11.3                                                           | 10.9                                                           | 126.7                                                          |
| Số ngày tuyết rơi trung bình (≥ 0.1 in)                        | 9.8                                                            | 7.5                                                            | 1.6                                                            | 0.4                                                            | 0                                                              | 0                                                              | 0                                                              | 0                                                              | 0                                                              | 0.3                                                            | 2.5                                                            | 7.8                                                            | 29.9                                                           |
| Số giờ nắng trung bình tháng                                   | 139.5                                                          | 152.6                                                          | 186.0                                                          | 213.0                                                          | 275.9                                                          | 303.0                                                          | 339.4                                                          | 282.1                                                          | 216.0                                                          | 186.7                                                          | 150.0                                                          | 115.4                                                          | 2.559,6                                                        |
| Nguồn 1: NOAA                                                  |                                                                |                                                                |                                                                |                                                                |                                                                |                                                                |                                                                |                                                                |                                                                |                                                                |                                                                |                                                                |                                                                |
| Nguồn 2: NOAA                                                  |                                                                |                                                                |                                                                |                                                                |                                                                |                                                                |                                                                |                                                                |                                                                |                                                                |                                                                |                                                                |                                                                |

### Cézembre
Hòn đảo nhỏ Cézembre, nằm ngoài khơi Saint-Malo, Pháp, đã được vua Robert I tuyên bố bồi thường cho Talossa trong chuyến thăm đảo năm 1982. Ban đầu là một thuộc địa, hòn đảo trở thành tỉnh thứ bảy của Talossa vào năm 1996. Thời tiết ở tỉnh Cézembre là điển hình của các hòn đảo khác trong Eo biển Anh.
| Dữ liệu khí hậu của Talossa (Cézembre)                                               | Dữ liệu khí hậu của Talossa (Cézembre) | Dữ liệu khí hậu của Talossa (Cézembre) | Dữ liệu khí hậu của Talossa (Cézembre) | Dữ liệu khí hậu của Talossa (Cézembre) | Dữ liệu khí hậu của Talossa (Cézembre) | Dữ liệu khí hậu của Talossa (Cézembre) | Dữ liệu khí hậu của Talossa (Cézembre) | Dữ liệu khí hậu của Talossa (Cézembre) | Dữ liệu khí hậu của Talossa (Cézembre) | Dữ liệu khí hậu của Talossa (Cézembre) | Dữ liệu khí hậu của Talossa (Cézembre) | Dữ liệu khí hậu của Talossa (Cézembre) | Dữ liệu khí hậu của Talossa (Cézembre) |
| Tháng                                                                                | 1                                      | 2                                      | 3                                      | 4                                      | 5                                      | 6                                      | 7                                      | 8                                      | 9                                      | 10                                     | 11                                     | 12                                     | Năm                                    |
| ------------------------------------------------------------------------------------ | -------------------------------------- | -------------------------------------- | -------------------------------------- | -------------------------------------- | -------------------------------------- | -------------------------------------- | -------------------------------------- | -------------------------------------- | -------------------------------------- | -------------------------------------- | -------------------------------------- | -------------------------------------- | -------------------------------------- |
| Trung bình ngày tối đa °F (°C)                                                       | 48 (9)                                 | 48 (9)                                 | 52 (11)                                | 54 (12)                                | 59 (15)                                | 64 (18)                                | 68 (20)                                | 68 (20)                                | 66 (19)                                | 61 (16)                                | 54 (12)                                | 50 (10)                                | 58 (14)                                |
| Tối thiểu trung bình ngày °F (°C)                                                    | 39 (4)                                 | 39 (4)                                 | 41 (5)                                 | 43 (6)                                 | 46 (8)                                 | 52 (11)                                | 54 (12)                                | 55 (13)                                | 54 (12)                                | 48 (9)                                 | 43 (6)                                 | 41 (5)                                 | 46 (8)                                 |
| Số ngày giáng thủy trung bình (≥ 0.01 in)                                            | 18                                     | 15                                     | 16                                     | 11                                     | 11                                     | 9                                      | 9                                      | 9                                      | 10                                     | 13                                     | 15                                     | 16                                     | 152                                    |
| Số giờ nắng trung bình tháng                                                         | 62                                     | 84.75                                  | 124                                    | 180                                    | 217                                    | 210                                    | 217                                    | 217                                    | 180                                    | 124                                    | 90                                     | 62                                     | 1.767,75                               |
| Nguồn: [http://www.holidaycheck.com/climate-wetter_Saint+Malo-ebene_oid-id_7783.html |                                        |                                        |                                        |                                        |                                        |                                        |                                        |                                        |                                        |                                        |                                        |                                        |                                        |

## Phân chia hành chính
Talossa được chia thành tám tỉnh (Atatürk, Benito, Vuode, Florencia, Maricopa, Maritiimi-Maxhestic, Fiovâ và Cézembre) và một lãnh thổ (Péngöpäts). Mỗi tỉnh có một chính quyền được bầu, một hiến pháp riêng và một mức độ tự do nhất định để đưa ra các chính sách của riêng mình, trong khi Lãnh thổ Pengöpäts (tiếng Việt: Chim cánh cụt, không có người ở) thuộc thẩm quyền của một thống đốc do nhà vua chỉ định. 

## Văn hóa
Văn hóa Talossa đã được phát triển qua nhiều năm bởi Robert Madison và những người khác ủng hộ quốc gia này. Tiếng Talossa, cũng do Madison tạo ra vào năm 1980, được cho là có số từ vựng gồm 35.000 từ gốc và 121.000 từ mượn - bao gồm cả fieschada, có nghĩa là "yêu từ cái nhìn đầu tiên".

## Kinh tế
Đơn vị tiền tệ của Talossa là Louis Talossa. 1 Louis bằng 1,50 đô la Mỹ. Tổng sản phẩn nội địa (GDP) ước tính trên danh nghĩa của nước này là $842,15.
Robert Madison đã thành lập Talossa, Inc., một tập đoàn phi lợi nhuận Wisconsin. Vào năm 2013, nhãn hiệu dịch vụ đã bị hủy bỏ và tập đoàn đã bị giải thể về mặt hành chính.

## Quân đội
Quân đội của Talossa gồm ba nhánh. Trên danh nghĩa, Quốc vương là Tổng tư lệnh các lực lượng vũ trang.
- Hải quân Hoàng gia Talossa, được thành lập ngày 30 tháng 11 năm 1987, là lâu đời nhất trong ba nhánh quân đội. Hải quân yêu cầu những người có nền tảng hải quân hoặc sở hữu và điều khiển tàu thuyền (ngay cả khi các tàu thu nhỏ được điều khiển từ xa) trở thành một phần của hạm đội Talossa với tư cách là tàu của Hoàng đế (SMV) trong thời gian phục vụ. Sĩ quan cao cấp là Đô đốc Tímoþi Asmourescu.
- Vệ binh Hoàng gia được tạo ra như một lực lượng trên bộ, chịu trách nhiệm chính là sự bảo vệ của Hoàng gia, nhưng cũng hoạt động như quân đội của Talossa. Các thành viên của trang phục Zouaves, trong số các trang phục khác, mặc quần dài; khăn len dài mười hai feet; xà cạp vải trắng; da bò; găng tay trắng. Hơn nữa, họ có bổn phận có một bộ ria mép khổng lồ. Vũ khí ngẫu hứng chính thức được phê duyệt của vệ binh là chiếc giường, mà các thành viên của nhóm này sử dụng trong các cuộc tập trận và các nghi lễ. Sĩ quan cao cấp là Đội trưởng Mick Preston.
- Văn phòng những nhà thám hiểm tư nhân được thành lập để cung cấp một nơi trú ẩn hợp pháp cho các nhóm cướp biển của Talossa trong khi tiến hành chiến tranh. Văn phòng này phát hành thư của Marque và trả thù cho những người tư nhân đã đăng ký và thấy rằng bất kỳ ai như vậy sẽ bị bắt trong hành vi mặc khải của họ và cướp bóc nhân danh Vương quốc, mọi yêu cầu đòi tiền chuộc của họ sẽ được đưa ra cho bất kỳ đối tượng nào của Văn phòng thấy xứng đáng

Talossa chỉ từng có một cuộc xung đột trong lịch sử của nó, một tập hợp các cuộc giao tranh nhỏ được gọi là Cuộc chiến hình nón, kết thúc bằng chiến thắng Talossan, và được ghi nhớ trong Ngày Chiến thắng hàng năm của Talossa (được tổ chức vào ngày Thứ năm thứ tư của tháng 11). Tuy nhiên, Talossa thường tham gia vào các cuộc xung đột quốc tế thông qua việc thể hiện "Hỗ trợ đạo đức bất khả chiến bại" của mình cho một bên hiếu chiến.

## Tiếng Talossa
Madison đã phát minh ra tiếng Talossa ([tɐɫɔˈsan] hoặc el glheþ Talossan [ɛɫ ʎeθ tɐɫɔˈsan]) như một ngôn ngữ nhân tạo cho vi quốc gia của mình. Với vốn từ vựng tương đối lớn, chủ yếu dựa trên tiếng Pháp, nó được cho là một trong những ngôn ngữ hư cấu chi tiết nhất từng được phát minh. Hiệp hội các tổ chức tiếng Talossa (ATLO) trước đây đã duy trì một trang web mô tả ngôn ngữ cho người học mới, cung cấp thông tin ngôn ngữ, nghiên cứu và dịch trực tuyến sang và từ tiếng Anh. Ký hiệu ISO 639 là "tzl".
Ngôn ngữ được quan sát bởi Comità per l'Útzil del Glheþ ("Ủy ban sử dụng ngôn ngữ", CÚG), một nhóm được thành lập bởi Madison đã định kỳ ban hành cả Arestadas (nghị định) để mô tả và ghi lại những thay đổi trong cách sử dụng ngôn ngữ của ngôn ngữ và Pienamaintschen (bổ sung), để cập nhật danh sách từ vựng. CÚG duy trì một trang web đa ngôn ngữ cung cấp quyền truy cập vào các khuyến nghị gần đây của Ủy ban.
Gần đây, la SIGN hiện đang được tạo ra với mục tiêu đảm nhận trách nhiệm của CÚG.

### Hệ chữ viết
Tiếng Talossa sử dụng bảng chữ cái Latinh. Các chữ cái của tiếng Talossa hiện đại là:
a, ä, b, c, ç, d, ð, e, f, g, h, i, j, k, l, m, n, o, ö, p, q, r, s, ß, t, u, ü, v, w, x, z, þ